# Rokytnice (district de Zlín)
Pour les articles homonymes, voir Rokytnice.
Rokytnice (jusqu'en 1923 : Roketnice ; en allemand : Roketnitz) est une commune du district et de la région de Zlín, en République tchèque. Sa population s'élevait à 601 habitants en 2020.

## Géographie
Rokytnice se trouve à 4 km au sud-est de Slavičín, à 26 km au sud-est de Zlín, à 97 km à l'est-sud-est de Brno et à 275 km au sud-est de Prague.
La commune est limitée par Slavičín au nord, par Jestřabí à l'est, part Štítná nad Vláří-Popov à l'est et au sud, et par Šanov à l'ouest.

## Histoire
La première mention écrite du village date de 1503.

## Administration
La commune se compose de deux quartiers :
- Kochavec
- Rokytnice

## Transports
Par la route, Rokytnice se trouve à 5 km de Slavičín, à 36 km de Zlín, à 112 km de Brno et à 318 km de Prague.